# Jordi Juvanteny
Jordi Juvanteny (nacido el 6 de abril de 1960 en San Feliú de Llobregat) es un piloto español de camiones del Dakar.
Cuenta con 31 participaciones en el Rally Dakar, desde 1991 y algunas interrupciones, participó con el andaluz José Luis Criado de copiloto (retomando la pareja en 2023), que con 34 participaciones es el español con más presencias en el Rally Dakar superando en una participación a Xavi Foj y al propio Juvanteny, y en tres participaciones a Rafa Tibau Sr.
Su primera participación fue en 1991. Juvanteny y Criado cuentan con 16 victorias en la categoría 6x6 y 4 victorias en Producción (camiones de serie).
En 2023 participa con un camión impulsado parcialmente por hidrógeno convirtiéndose en el primer camión propulsado por hidrógeno en terminar el Rally Dakar.

## Resultados
| Año     | Categoría   | Vehículo      | Posición | Etapas |
| ------- | ----------- | ------------- | -------- | ------ |
| 1991    | Camiones    | Mercedes-Benz | Ret.     | -      |
| 1992    | Camiones    | Mercedes-Benz | Ret.     | -      |
| 1994    | Camiones    | Mercedes-Benz | Ret.     | -      |
| 1997    | Camiones    | Mercedes-Benz | 14.º     | -      |
| 1998    | Camiones    | Mercedes-Benz | Ret.     | -      |
| 1999    | Camiones    | Mercedes-Benz | 13.º     | -      |
| 2000    | Camiones    | Mercedes-Benz | 15.º     | -      |
| 2001    | Camiones    | MAN           | 7.º      | -      |
| 2002    | Camiones    | MAN           | Ret.     | -      |
| 2003    | Camiones    | MAN           | 14.º     | -      |
| 2004    | Camiones    | MAN           | 17.º     | -      |
| 2005    | Camiones    | MAN           | 15.º     | -      |
| 2006    | Camiones    | MAN           | Ret.     | -      |
| 2007    | Camiones    | MAN           | Ret.     | -      |
| 2009    | Camiones    | MAN           | 9.º      | -      |
| 2010    | Camiones    | MAN           | 9.º      | -      |
| 2011    | Camiones    | MAN           | 16.º     | -      |
| 2012    | Camiones    | MAN           | Ret.     | -      |
| 2013    | Camiones    | MAN           | 35.º     | -      |
| 2014    | Camiones    | MAN           | 33.º     | -      |
| 2015    | Camiones    | MAN           | 37.º     | -      |
| 2016    | Camiones    | MAN           | 30.º     | -      |
| 2017    | Camiones    | MAN           | 32.º     | -      |
| 2018    | Camiones    | MAN           | Ret.     | -      |
| 2019    | Camiones    | MAN           | Ret.     | -      |
| 2020    | Camiones    | MAN           | 19.º     | -      |
| 2021    | Camiones    | MAN           | 15.º     | -      |
| 2022    | Camiones    | MAN           | 20.º     | -      |
| 2023    | Camiones    | MAN           | Ret.     | -      |
| 2024    | Misión 1000 | MAN           | 1.º      | 4      |
| 2025    | Misión 1000 | MAN           | 1.º      | 8      |
| Fuente: |             |               |          |        |